# Stephanopis renipalpis
Stephanopis renipalpis är en spindelart som beskrevs av Mello-Leitao 1929. Stephanopis renipalpis ingår i släktet Stephanopis och familjen krabbspindlar. Inga underarter finns listade i Catalogue of Life.